# Archange Godbout
Pour les articles homonymes, voir Archange et Archange (homonymie).
Archange Godbout (25 mai 1886 - 23 mai 1960 à l'âge de 73 ans, deux jours avant son 74e anniversaire) est un prêtre franciscain, un prédicateur, un historien, un généalogiste et un professeur québécois.

## Biographie
Né à Saint-Vallier-de-Bellechasse, il fait ses études littéraires au collège de Montréal puis entre chez les franciscains. Après ses études au séminaire, il est reçu prêtre en 1913 par Louis-Nazaire Bégin.
Devenu maître des novices, il enseigne au Collège franciscain de Montréal et au Collège de Trois-Rivières. Professeur à Metz, il entreprend une œuvre de prédication à Paris avant de s'intéresser à la généalogie canadienne. 
Une de ses œuvres principales est son Origine des familles canadiennes, qu'il entreprit avec la société historique de Montréal.  Ses notes manuscrites formant le fonds Archange-Godbout font plus de 100 000 pages dont 10 000 consacrées directement à ses recherches en France.  L'original de ce fonds est maintenant consultable à la Société généalogique canadienne-française à Montréal après une longue période de conservation aux Archives nationales du Québec à Québec.  
Le père Archange a aussi fondé, en 1943, la Société généalogique canadienne-française, la première association francophone consacrée à la généalogie dont il fut le premier président et où il publia un grand nombre d'études généalogiques.  Parmi ses autres travaux, mentionnons Nos Ancêtres au XVIIe siècle, une tentative de refonte du volume un du monumental Dictionnaire généalogique des familles canadiennes (Dictionnaire Tanguay), interrompu à la famille Brassard, Émigration rochelaise en Nouvelle-France, et Vieilles familles de France en Nouvelle-France.
Certains de ses travaux ont été publiés après sa mort par Roland J. Auger. Le Fonds Godbout contient des manuscrits de trois mains différentes, celles du père Archange et de Roland Auger, ainsi que de Léandre Lamontagne dont de nombreuses notes, prises au début du XXe siècle, ajoutent quelques générations aux informations du dictionnaire Tanguay.
Il fait de nouveau un séjour en France, pour approfondir ses recherches, et à son retour au pays il fut nommé vice-provincial de sa communauté. Très actif dans la publication d'articles scientifiques, il s'occupa aussi des œuvres sociales dont le camp Notre-Dame. Le gouvernement du Québec lui avait confié le poste de recherchiste en chef pour la réédition du monumental dictionnaire Tanguay.

### Archives
- Le fonds d'archives d'Archange Godbout est conservé au centre d'archives de Québec de Bibliothèque et Archives nationales du Québec[4].